# Michael O’Shea
Michael O’Shea (ur. 17 marca 1906, zm. 4 grudnia 1973) – amerykański aktor filmowy.

## Filmografia
- 1943: Jack London jako Jack London
- 1949: The Big Wheel jako Vic Sullivan
- 1951: The Model and the Marriage Broker jako Doberman
- 1960: McGarry and His Mouse jako oficer Dan McGarry

## Wyróżnienia
Posiada swoją gwiazdę na Hollywoodzkiej Alei Gwiazd.